# Dental Cremer
A Dental Cremer é uma empresa brasileira fundada no ano 2000, no estado Santa Catarina.
Distribuidora de produtos e serviços voltados aos profissionais da odontologia no Brasil, a empresa atua em diversos segmentos da área e atende cirurgiões-dentistas, clínicas odontológicas, técnicos de prótese, laboratórios e estudantes de odontologia.

## Evolução
Criada em 2000, hoje a empresa é referência no mercado odontológico com mais de 50 mil itens em seu portfólio. Para isso, disponibiliza desde insumos e equipamentos de uso clínico, papelaria, materiais de escritório, entre outros produtos.

## Unidades
A empresa possui a parte administrativa e de distribuição em regiões diferentes.
- Unidade administrativa: Blumenau, Santa Catarina e Curitiba-PR
- Centro de distribuição: Itapeva, Minas Gerais.

## Premiações
Ao longo de sua história, a Dental Cremer recebeu várias premiações, entre as quais destacam-se:
- Great Place to Work (2017): a empresa foi inserida na listagem, como sendo uma das melhores de Santa Catarina para se trabalhar.[2]
- Revista Exame - Maiores e Melhores (2018): na 45ª edição, a empresa obteve o 3º melhor desempenho do Sul e o 26º do país.[3]